# Ivan Hajek

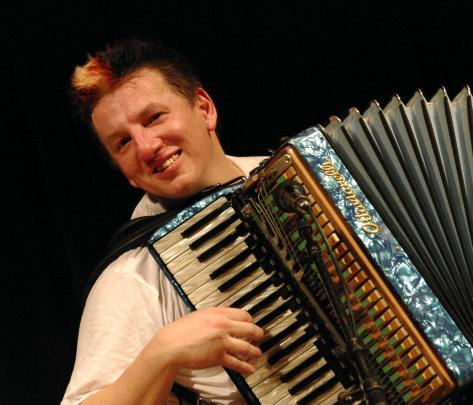
Ivan Hajek (2010)

Ivan Hajek (* 1962 in Prag) ist ein tschechischer Akkordeonist und Komponist.

## Leben
Hajek lernte mit fünf Jahren Geige und im Alter von acht Jahren Akkordeon spielen. Nach der Matura absolvierte Hajek eine Wirtschaftsschule mit kombinierter Ausbildung zum Verkaufsleiter, bevor er in den Westen kam. Er entschied sich gegen den Besuch des Konservatoriums und besuchte stattdessen bei Georg Schwenk privaten Musikunterricht.
Er tritt oft in München als Straßenmusiker auf.
Neben Live-Auftritten und CD-Produktionen als Solokünstler und mit anderen Musikern trat Hajek als Komponist für Tanztheaterstücke und als Filmmusikkomponist in Erscheinung, unter anderem für Die Friseuse (2010). Insgesamt war er an der Musik von 52 Filmen verschiedener Genres wie Tatort oder Hollywoodfilmen wie Julia Walking Home beteiligt.
Seine Musik ist gekennzeichnet von großer Virtuosität, unterlegt mit meist stark drängenden, treibenden Rhythmen, im Kontrast dazu begleitet von einprägsamen, oft melancholischen Melodien, die seiner Musik ein außerordentlich individuelles Gepräge geben. Dem Akkordeon verleiht er damit einen Stil, der jedem Klischee von der „Quetsche“ bis zum „Schifferklavier“ widerspricht. Er spielt ausschließlich eigene Kompositionen und lehnt es als Straßenmusiker meist ab, gängige Versatzstücke aus Unterhaltungs- und Volksmusik zum Besten zu geben.

## Diskografie
- Ameria – Euere Eminenz
- Under the antarctic
- Lajla
- Hajek Live im Club
- Planet der Perlen
- Inga & Ivan
- Blue Haze
- Weihnachten mit Ivan
- News

## Filmografie
Als Musiker:
- Nackt
- Die Friseuse